# Момоендону, Тевита
Тевита Момоендону (англ. Tevita Momoedonu; 13 января 1946, Лаутока — 26 ноября 2020, Лаутока) — фиджийский государственный и политический деятель. Дважды занимал должность премьер-министра Фиджи. Оба раза был назначен на должность для того, чтобы обойти конституционные формальности: его первый срок полномочий продлился всего несколько минут, а второй срок продлился два дня. Впоследствии работал послом Фиджи в Японии. Имел титул «Таукей-Савайеке», а позже возглавил провинцию Мба, чтобы отделиться от конфедераций Буребасага и Кубуна и сформировать четвертую конфедерацию под руководством Туи-Вуда, рату Хосефы Илоило, который умер в 2011 году.

## Первое назначение
В 1999 году был избран по списку «Лейбористской партии Фиджи» (ЛПФ) и представлял открытый избирательный округ Вуда в Палате представителей, а затем был назначен членом кабинета министров. Был единственным министром, не присутствовавшим в здании парламента, когда Джордж Спейт штурмовал комплекс 19 мая 2000 года, взяв в заложники Махендру Чаудри и других членов правительства, устроив государственный переворот. Президент Фиджи Камисесе Мара хотел ввести режим чрезвычайного положения, чтобы справиться с ситуацией, но не смог этого сделать, поскольку по конституции необходимо согласие премьер-министра Махендры Чаудри, который на тот момент уже был взят в заложники. Затем Камисесе Мара уволил Махендру Чаудри и назначил на его место 27 мая 2000 года Тевиту Момоендону, чтобы тот согласовал приостановку работы парламента и дал ему возможность объявить чрезвычайное положение. Выполнив поручения президента он сразу же подал в отставку. Вся процедура заняла всего несколько минут, но этот шаг имел неприятные последствия, когда два дня спустя Камисесе Мара сам был свергнут командующим вооружёнными силами Фиджи коммодором Фрэнком Мбаинимарамой.

## Второе назначение
Занимал должность министра труда и промышленных отношений во временном кабинете министров, сформированном Лаисениа Нгарасе в разгар волнений, последовавших за переворотом. Эту должность занимал до сентября 2001 года.
Второе назначение на должность премьер-министра 14 марта 2001 года произошло после вердикта Апелляционного суда о том, что временное правительство президента Хосефы Илоило и премьер-министра Лаисениа Нгарасе было неконституционным и должно быть восстановлено предыдущее правительство. Это означало бы восстановление Камисесе Мары на посту президента или созыв Большого Совета вождей для избрания нового президента. Камисесе Мара решил официально уйти в отставку задним числом до 29 мая 2000 года, чтобы не устраивать смуту в стране, тем самым подтвердив законность правления Хосефа Илоило, который затем был должным образом утвержден Большим Советом вождей. По решению суда Махендра Чаудри должен быть восстановлен на должности премьер-министра, но президент Хосеф Илоило не согласился. Он утверждал, что тот факт, что Махендра Чаудри покинул «Лейбористскую партию» означает, что Чаудри больше не имел поддержки большинства в Палате представителей, и поэтому президент не был обязан назначать его.
Хосефа Илоило решил, что лучший путь для Фиджи — это вернуть народу право выбрать руководство страны, но по конституции он не мог объявить досрочные выборы, кроме как по предложению премьер-министра, при этом он сомневался в том, что Махендра Чаудри пошел бы на этот шаг. В итоге на должность премьер-министра был назначен Тевита Момендону. Существовал юридический аргумент, хотя и неубедительный, о том, что Тевита Момендону, как последний законно назначенный премьер-министр при последнем конституционном президенте Камисесе Маре, должен быть назначен повторно. Бывший спикер Палаты представителей Томаси Вакатора расценил это назначение как случай кумовства: Тевита Момендону был племянником президента Хосефа Илоило. Это назначение, хотя и непродолжительное, дало ему право на пожизненную пенсию в размере 20 % зарплаты премьер-министра.
Тевита Момендону позволил президенту распустить парламент и назначить всеобщие выборы. После этого, он подал в отставку на следующий день, позволив Лаисениа Нгарасе вновь занять должность премьер-министра. На последующих выборах 2001 года Нгарасе был утвержден на должность премьер-министра, когда его партия «Объединённая партия Фиджи» получила большинство голосов. Тевита Момендону баллотировался в качестве кандидата в Палату представителей по списку партии «Бэй-Кай-Вити», но потерпел поражение.

## Посол в Японии
В 2002 году был назначен чрезвычайным и полномочным послом Фиджи в Японии и вручил свои верительные грамоты императору Акихито 7 октября того же года. Срок его полномочий истёк в марте 2006 года, и он вернулся на Фиджи.

## Дальнейшая деятельность
12 марта 2006 года газета Fiji Sun сообщила, что он рассматривается в качестве возможного лидера «Партии национального единства», которая была восстановлена в начале 2006 года после отмены регистрации в предыдущем году и которая поглотила «Народную партию» и «Бэй-Кай-Вити». Однако этого не произошло, и он занялся бизнесом в качестве председателя компании Ba Provincial Holdings, Ltd.